# ميجا مان زيرو 2
ميغا مان زيرو 2 (بالإنجليزية: Mega Man Zero 2)‏ المعروفة في اليابان باسم روك مان زيرو 2 (باليابانية: ロックマン ゼロ2) أو (بالإنجليزية: Rockman Zero 2)‏، هي لعبة فيديو إلكترونية من نوع منصات وأكشن وتصويب، تعمل بنظام جيم بوي أدفانس طورتها شركة إينتي كريتز ونشرتها شركة كابكوم اليابانية سنة 2003 وهي الجزء الثاني من سلسلة ميجا مان زيرو.